# 塔什干仁荷大學
塔什干仁荷大學或IUT是位於烏茲別克斯坦塔什干的仁荷大學分校，目前擁有電腦及訊息工程學院以及物流學院兩座學院，根據烏茲別克斯坦總統的指令來建立。學校的建立是烏茲別克斯坦政府與仁荷大學校董會合作的成果，目標為培訓更多資訊科技人才。大學課程與韓國本校相似。